# Drakbåtsfesten
Drakbåtsfesten (förenklad kinesiska: 端午節; traditionell kinesiska: 端午节; pinyin: Duānwǔ Jié; ordagrant: "årets exakta mittpunkt-fest") är en traditionell kinesisk högtid, vilken årligen inträffar på den 5:e månadens 5:e dag enligt den kinesiska kalendern. I den gregorianska kalendernar sent i maj eller i juni.
Högtiden firas till minne av poeten och ämbetsmannen Qu Yuan, och firas med tävlingar i drakbåtspaddling och med att äta risdumplings, så kallade zongzi. Under drakbåtsfesten dyrkas gudar och förfäder, man ber böner om god lycka och man äter god mat och njuter av underhållning.
I semptember 2009 inkluderades drakbåtsfesten i Unescos internationella lista över mänsklighetens immateriella kulturarv, vilket blev den första kinesiska högtiden att bli inkluderad.